# Ezgi Asaroğlu
Ezgi Asaroğlu (nacida el 18 de junio de 1987) es una actriz turca de cine y televisión.

## Carrera
Apareció por primera vez en la televisión por cable en la serie Bir Dilim Aşk, que marcó su debut en la pantalla a la edad de 17 años. Durante los años siguientes, obtuvo papeles en las mejores series de televisión y la popularidad de estas la hizo muy conocida para el público en Turquía. En 2005, participó en la película What's Love Doing in the Mountains? (¿Qué está haciendo el amor en la montaña?), ganadora de premios en festivales de cine alrededor del mundo.
Su carrera en el cine comenzó en el 2008 con su papel en el 2008 en la producción independiente For a Moment, Freedom (Por un momento, la libertad) (también conocida como Ein Augenblick Freiheit), tragicomedia de refugiados que ha ganado 30 premios internacionales. Desde entonces, ha obtenido papeles principales. En 2009, protagonizó Kampüste Çıplak Ayaklar (aka Descalzo en el Campus). Su actuación recibió la aclamación de la crítica, y fue seguida por otras películas de éxito, incluyendo Acı Aşk, En Mutlu Olduğum Yer, Aşk Kırmızı, Cennetten Kovulmak (que le valió el premio a "Mejor Actriz" del Festival de Cine Dublin Silk Road), Sağ Salim 2: Sil Baştan.
Ella jugó papeles secundarios en series exitosas Hatırla Sevgili, Gece Sesleri, Binbir Gece, Menekşe ile Halil, Kızlar Yurdu. Actuó en la gran éxito, comedia surrealista Leyla ile Mecnun en 2 temporadas de 7 temporadas. Después de la serie de comedia Yağmurdan Kaçarken, continuó su carrera con éxito, actuó en la serie de drama O Hayat Benim, que tuvo gran éxito, prolongándose durante cuatro temporadas, con 131 episodios, y que terminó el 2 de mayo de 2017.

## Filmografía
| Año                | Película                              | Rol                         | Director                   |
| ------------------ | ------------------------------------- | --------------------------- | -------------------------- |
| 2004               | Bir Dilim Ask (TV)                    | Pelin                       | Yuksel Aksu, Ummu Burhan   |
| 2004               | Zor Karar'' (TV)                      | Meral                       | Nihat Ozcan, Feride Kaytan |
| 2005               | What's Love Doing in the Mountains?   | Ayse                        | Yunus Emre Firat           |
| 2006               | ''Kizlar Yurdu (TV)                   | Gulenay                     | Ceyda Demir                |
| 2007               | Yolcu (TV)                            | Kader                       | Ali Artac                  |
| 2007               | Menekse ile Halil (TV)                | Canay                       | Uluc Bayraktar             |
| 2008               | Hatirla Sevgili (TV)                  | Ruya                        | Ummu Burhan                |
| 2008               | For a Moment, Freedom                 | Jasmin                      | Arash T. Riahi             |
| 2008               | Gece Sesleri (TV)                     | Zehra                       | Cemal San                  |
| 2009               | Binbir Gece (TV)                      | Duru                        | Kudret Sabanci             |
| 2009               | Kampuste Ciplak Ayaklar               | Deniz                       | Cansel Elcin               |
| 2009               | Aci Ask                               | Seda                        | Taner Elhan                |
| 2010               | En Mutlu Oldugum Yer                  | Elif                        | Kagan Erturan              |
| 2011               | Leyla ile Mecnun (TV)                 | Leyla                       | Onur Unlu                  |
| 2012               | Cennetten Kovulmak/The Fall From Eden | Emine                       | Ferit Karahan              |
| 2012               | Isler Gucler (TV)                     | Asli Baytar                 | Selcuk Aydemir             |
| 2013               | Ask Kirmizi                           | Zeynep                      | Osman Sinav                |
| 2013               | Yagmurdan Kacarken (TV)               | Idil                        | Jale Incekol               |
| 2014               | Sağ Salim II                          | Nihal                       | Ersoy Güler                |
| 2014               | O Hayat Benim (TV)                    | Bahar Demirci/Atahan/German | Merve Girgin, Hulya Bilban |
| 2020-2021          | Mucize Doktor                         | Ezo Kozoğlu                 |                            |
| (Kaynak: IMDb.com) |                                       |                             |                            |